# Anisodactylus verticalis
Anisodactylus verticalis es una especie de escarabajo de tierra del género Anisodactylus, categorizada en la tribu Harpalini, de la subfamilia Harpalinae.

## Distribución
Se distribuye por América del Norte: Estados Unidos y Canadá.

## Taxonomía
Fue descrita por LeConte en 1847.
Tratamiento taxonómico
La especie aparece registrada y publicada en A descriptive catalogue of the geodephagous Coleoptera inhabiting the United States east of the Rocky Mountains [2nd part]. -. Annals of the Lyceum of Natural History of New York, 4 [1846-1848]: 355-464 [=255-264]. (1847).